# Gavialiceps taeniola
Gavialiceps taeniola is een straalvinnige vissensoort uit de familie van de snoekalen (Muraenesocidae). De wetenschappelijke naam van de soort is voor het eerst geldig gepubliceerd in 1889 door Alcock.